# Творець виродків
Творець виродків (англ. The Mutations) — британський фільм жахів 1974 року.

## Сюжет
Божевільний вчений Нолтер намагається створити істоту схрестивши людину з рослиною. Для цієї мети йому потрібні піддослідні, яких він отримує за допомогою потворного монстра на ім'я Лінч. Черговий експеримент над викраденою дівчиною закінчується невдачею і доктор Нолтер віддає істоту, що вийшла з неї, в шоу виродків. Друзі зниклої дівчини починають пошуки і виявляють на одній з артисток цирку її медальйон. Хлопець дівчини вночі проникає в цирк, але стикається з Лінчем, який долає його і приносить в лабораторію доктора Нолтера. Нарешті, цього разу все закінчується добре, хлопець трансформується в м'ясоїдного монстра, але тікає з лабораторії, наражаючи на небезпеку всі експерименти божевільного вченого.

## У ролях
| Актор           | Роль            |
| --------------- | --------------- |
| Дональд Плезенс | професор Нолтер |
| Том Бейкер      | Лінч            |
| Бред Гарріс     | Брайан Редфорд  |
| Юліе Еге        | Хеді            |
| Майкл Данн      | Бернс           |
| Скотт Б. Ентоні | Тоні            |
| Джилл Гаворт    | Лорен           |
| Ольга Ентоні    | Бріджит         |
| Ліза Коллингс   | повія           |
| Джоан Скотт     | господиня       |